# Salvați-l pe Willy
Salvați-l pe Willy (engleză Free Willy) este un film de familie din 1993 regizat de Simon Wincer, și realizat de Warner Bros. sub denumirea sa Family Entertainment. Filmul îl are în rolul principal pe Jason James Richter ca un băiețel ce se împrietenește cu o orcă, numită "Willy."
Urmat de două continuări, o a treia continuare non-consecutivă, Salvați-l pe Willy: Escape from Pirate's Cove, și un serial de animație abandonat imediat, Salvați-l pe Willy a fost un succes financial, făcând eventual un star din protagonistul său, Keiko. Faimosul punct culminant al filmului a fost falsificat diverse ori în cultură populară.
Michael Jackson a produs și a performat "Will You Be There", tema muzicală pentru film, care poate fi auzită în timpul creditelor filmului. Cântecul a câștigat Trofeul filmelor MTV pentru "Cel mai bun cântec într-un film" în 1994. A fost de asemenea inclus în albumul All Time Greatest Movie Songs, realizat de Sony în 1999. Jackson de asemenea a performat cântece pentru prima continuare a filmului.
Premiera în România a fost pe 28 decembrie 2012 pe canalul Cartoon Network la Cartoon Network Cinema.

## Prezentare
Povestea prieteniei neobișnuite dintre un băiat și o balenă. Două feluri de lumi definesc planeta noastră, uscatul și oceanele, care câteodată se întâlnesc. Jesse este un copil al străzii, care în doisprezece ani de viată nu a cunoscut dragostea maternă și riscă să fie internat într-o școală de corecție dacă nu acceptă să stea cu noii părinți adoptivi și să curețe graffiti-ul din parc. Aici, într-un bazin strâmt, e închis Willy - o orcă, o balenă ucigașă de 7 m lungime și 3,5 t greutate, care se  încăpățânează să nu execute giumbușlucurile cerute de Dial, lacomul patron, și de Wade, hainul director al parcului. Cei doi se împrietenesc, iar cetaceul răspunde cu serii întregi de salturi uluitoare. Când Jesse descoperă planurile sumbre puse la cale de Dial și Wade pentru Willy, își dă seama că nu există decât o singură rezolvare.
După îndelungate căutări, echipa tehnică a filmului a descoperit o orcă într-un parc de distracții din Mexico City; balena se numea Keiko, avea 7 ani, și era foarte îndrăgită pentru blândețea și afecțiunea sa pentru copii. Pentru Jesse, s-a pus în mișcare o adevărată goană după talente: 4000 de băieți au dat probe, finalmente, a fost preferat Jason James Richter, 12 ani, blond, născut în Oregon și crescut în Hawaii, nerodat de trucurile meseriei. Între cei doi s-a stabilit imediat o prietenie.

## Dublajul în română
Dublajul a fost realizat de Broadcast Text International.
- Carina Marin - Jesee
- Gabriela Codrea
- Sorin Ionescu
- Alexandru Rusu
- Ion Ruscuț
- Adrian Moraru
- Alina Leonte
- Ioana Daria Perneș

## Legături externe
- Salvați-l pe Willy la Internet Movie Database
- Salvați-l pe Willy la Rotten Tomatoes
- Salvați-l pe Willy la Metacritic
- Salvați-l pe Willy la Box Office Mojo

1. ↑  Free Willy (în engleză), 16 iulie 1993, accesat în 7 mai 2016
2. ↑  Free Willy (în engleză), accesat în 7 mai 2016